# Heineken Roeivierkamp

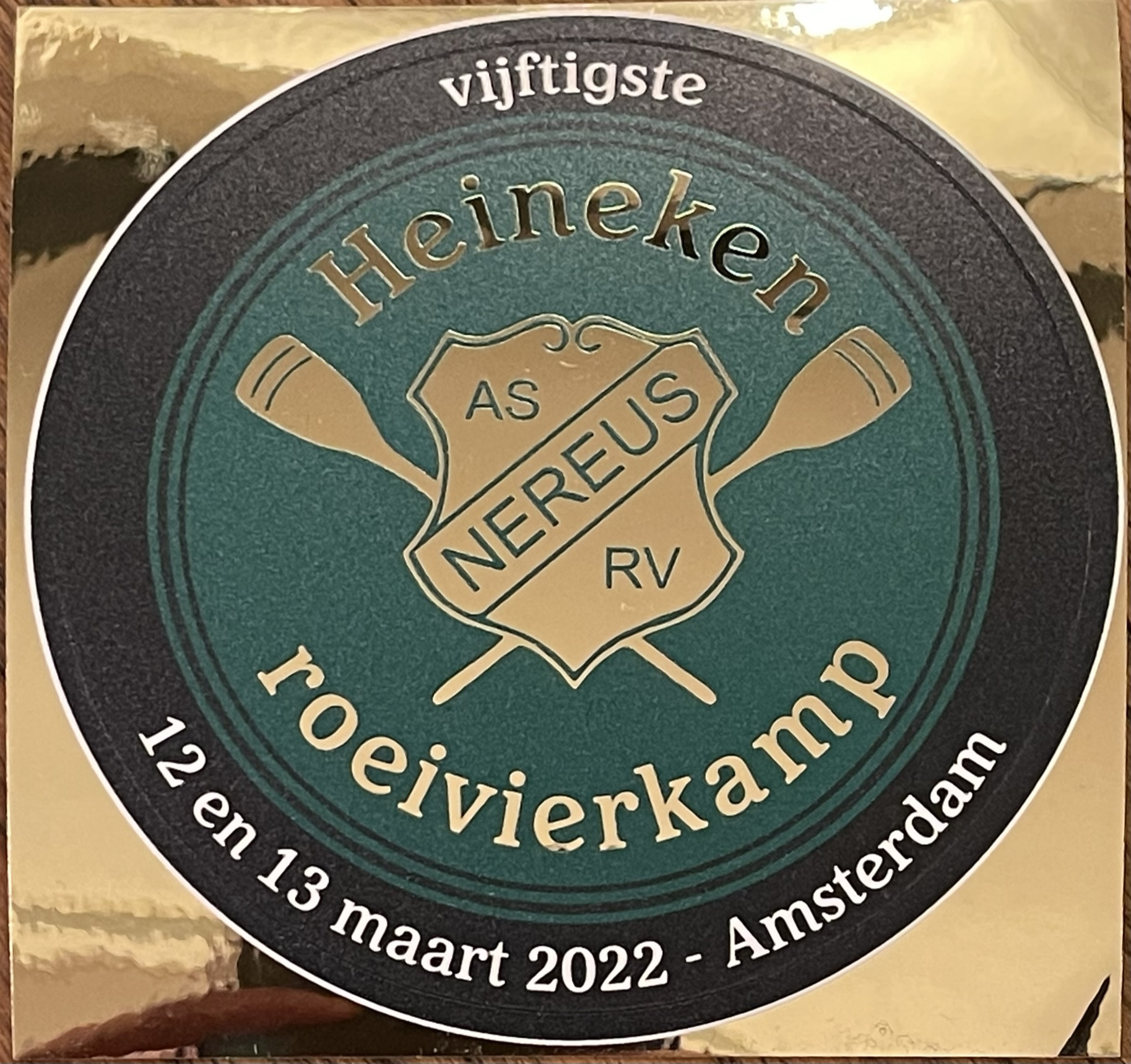

De 'heren 8' maken zich klaar voor de start van de Roeivierkamp op de Amstel bij de Nieuwe Amstelbrug

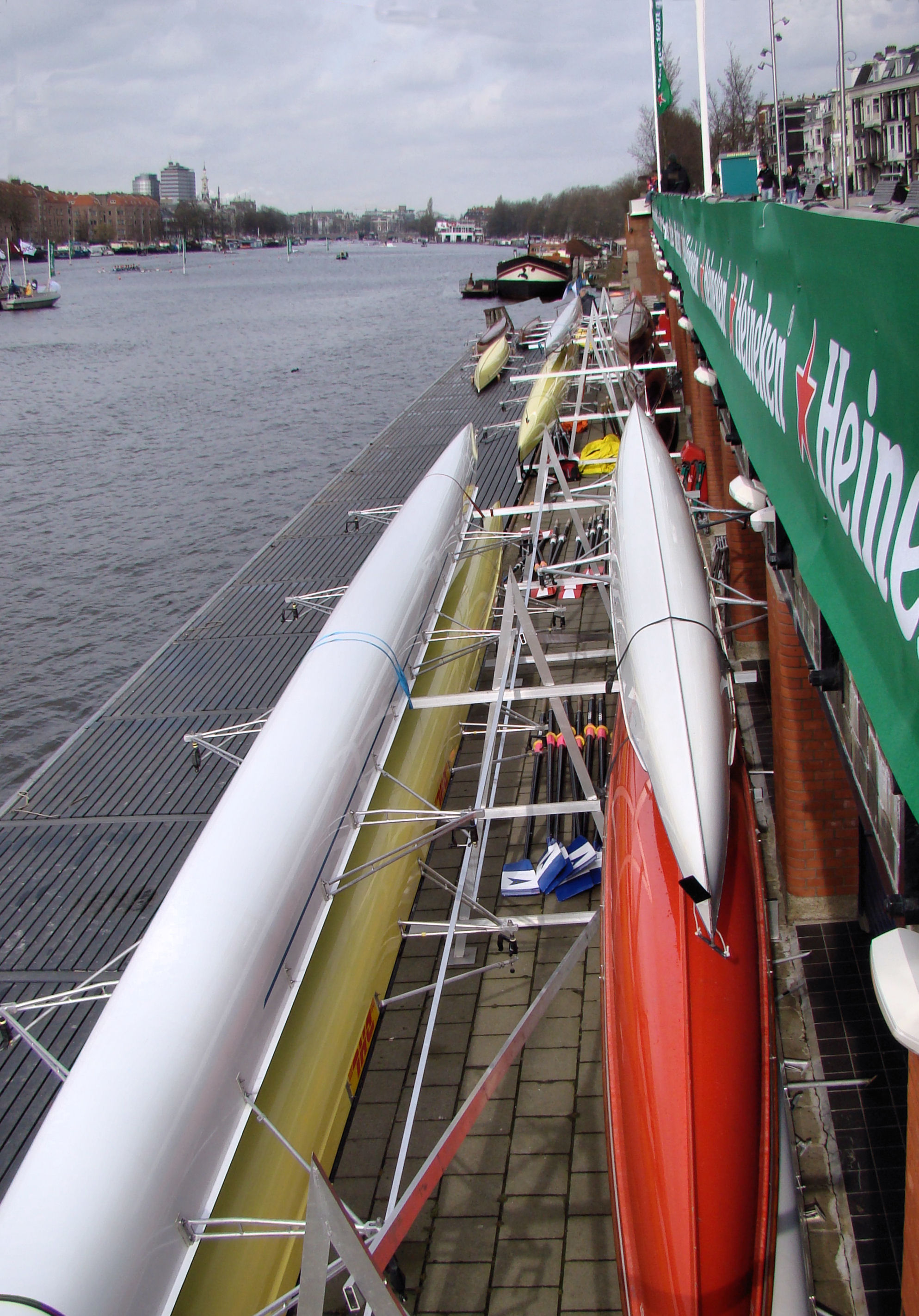
Roeicentrum Berlagebrug aan de Weesperzijde (tegenover ASR Nereus) is een van de uitvalsbases tijdens de Roeivierkamp Amsterdam

De Heineken Roeivierkamp ('H4K') is een roeitoernooi dat jaarlijks wordt gehouden op de Amstel in Amsterdam in het tweede of derde weekend van maart. In twee dagen worden vier wedstrijden geroeid, per dag een lange en een korte afstand.
De Roeivierkamp wordt sinds 1973 georganiseerd door de Amsterdamsche Studenten Roeivereniging Nereus en is een officiële FISA-wedstrijd. De wedstrijden staan open voor 'achten' (boten met acht roeiers) en voor 'dubbelvier-met' (vier roeiers, elk twee riemen, met stuurman/vrouw). Het is een groot evenement met (in 2020) 385 aangemelde ploegen in 49 categorieën en uit tien landen. Alle roeiverenigingen langs de Amstel stellen hun terreinen en clubhuizen open voor bezoekende ploegen en een groot team vrijwilligers werkt mee.
Door de Coronapandemie werd de wedstrijd in 2020 volledig afgelast en in 2021 uitgesteld naar de herfst.
Er zijn vier afstanden te roeien: 250 meter, 750 meter, 2500 meter en 5000 meter. De eindstand wordt bepaald door de resultaten terug te rekenen naar een 250-meter tijd en bij elkaar op te tellen (vergelijkbaar met het all round klassement bij schaatswedstrijden). Een ploeg die op een korte afstand slecht roeit, moet daarom op de lange afstand veel goedmaken.
Op zaterdag worden de 2500 en 250 meter steeds direct achter elkaar geroeid, op zondag roeien ploegen 's morgens de 5000 meter en 's middags de 750 meter. De start van de korte afstanden is bij de Nieuwe Amstelbrug (tussen Ceintuurbaan en Ruyschstraat), hier roeien steeds twee ploegen naast elkaar richting Ouderkerk. De start van de lange afstanden is bij respectievelijk de Rozenoordbrug (2500 m) en de Grote Bocht (5000 m), hier starten de ploegen kort na elkaar richting Amsterdam. De finish van alle afstanden is voor het clubhuis van Nereus aan de Amsteldijk bij de Berlagebrug in Amsterdam. 
De verenigingen zijn te herkennen aan hun kleding en aan de bladen van de riemen. Roeiers die normaliter uitkomen voor de nationale equipe dragen onder het club-tricot de kleding van hun nationale ploeg. Traditioneel fietsen de supporters op de lange afstanden met hun ploeg mee en moedigen deze luid aan met speciale leuzen. Het is goed gebruik dat andere verkeersdeelnemers de fietsende fans voorrang geven.
De categorieën waarin geroeid kan worden bij dit toernooi: 
- Heren, Lichte Heren en Dames 1ste divisie 8+ (Senioren A), 2de divisie 8+ (Overgangs), 3de divisie 8+ (Nieuwelingen) en 4de divisie 8+ (Beginneling/eerstejaars)
- Dames Senioren A 4x+
- Junioren Jongens 8+ en 4x+
- Junioren Meisjes 4x+

Andere categorieën (zoals veteranen achten, club achten, jongens/meisjes 16) kunnen ook aan de wedstrijd meedoen, maar doen dat over 3 afstanden. De 750 meter, gezien als de zwaarste afstand, wordt door deze ploegen overgeslagen.

## Radio H4K
Elk jaar wordt tijdens de Heineken Roeivierkamp live verslag gedaan door de "Razende Reporters" die zowel via internet als een tijdelijke FM frequentie te beluisteren zijn. Behalve het live wedstrijdverslag is er 's avonds ook te luisteren naar diverse interviews en worden de races van de afgelopen dag geanalyseerd.